# Podarcis gaigeae
Podarcis gaigeae — вид ящірок родини справжніх ящірок (Lacertidae). Один із 28 видів роду стінних ящірок (Podarcis). Ендемік Греції. Мешканець середземноморських гірських і прилеглих рівнинних ландшафтів.

## Етимологія
Наукова назва роду походить від грец. ποδαρκής = швидконогий.
Вид названий на честь Хелен Бьюла Томпсон Гейдж (1890—1976), американського герпетолога з Мічиганського університету.
Назва на інших мовах: Skyros Wall Lizard (англ.; дослівно «стінна ящірка скіроська»).

## Опис
Ящірка середнього розміру до 23 см завдовжки (L. + L.cd.). Довжина тіла від кінчика морди до клоаки (L.) до 8,5 см (звичайно близько 6 см). Хвіст (L. cd.) майже вдвічі  перевищує довжину тулуба з головою. Самці більші за самиць. Голова висока, пірамідальна. Комір злегка зубчастий.
Забарвлення надзвичайно мінливе, трапляються смугасті, сітчасті та одноманітно забарвлені особини. Основний фон забарвлення верхньої сторони тіла, як правило, зелений, особливо у самців, але може включати коричневий, жовтий, сірий, чорний і синій кольори. Черево може бути білим, помаранчевим, а також чорно-синім. Уздовж спини тягнуться темні смуги, також часто присутні темні або світлі спинно-бокові смуги. Боки темніші за спину.
Самці можуть мати сині плями позаду основи передньої ноги. Синя пігментація присутня також на бічних черевних лусках.

## Поширення
Ендемік Скіросу та багатьох прилеглих островів у Північних Спорадах (Егейське море, Греція), а також о. Піпері, що лежить в 40 км на північ від Скіросу.

## Особливості біології
Евритопний вид, хоча віддає перевагу вологішим біотопам, зокрема долинам річок і садам. Населяє різноманітні відкриті середземноморські ландшафти, у тому числі досить ксерофітні, шукаючи притулку серед Pistacea та інших колючих чагарників. Трапляється від рівня моря до низькогір'їв, де піднімається до висоти 700 м.
Ящірки активні протягом всього року, але активність може бути зменшена протягом зими. Добре лазять по камінню, скелястим ділянкам, кущах і деревах, хоча звичайно переміщуються по землі і використовують сховища в ґрунті, причому значно частіше ніж інші стінні ящірки.
Podarcis gaigeae належить до яйцекладних плазунів. Самці територіальні й під час шлюбного періоду активно охороняють індивідуальні ділянки й залицяються до самок. Парування відбувається з квітня по червень. Самиці відкладають яйця кілька разів на рік, кожна з кладок складається з 1—3 яєць.
Харчовий раціон досить широкий, від різноманітних безхребетних  до плодів і насіння рослин. У літньому раціоні переважають мурахи. Відомі випадки канібалізму. На окремих острівках, включаючи Піпері, живе навколо гнізд сокола Falco eleonorae і кормиться комахами, яких приваблюють мінерали в фекаліях птахів.

## Охорона
Стан більшості природних популяцій виду в межах ареалу залишається більш-менш стабільним. Саме тому він, згідно Червоного списку МСОП, отримав охоронний статус «відносно благополучний вид.
На окремих островах, особливо дрібних, спостерігається тенденція до зниження чисельності популяції виду внаслідок надмірного випасу кіз та овець, а також винищення ящірок домашніми котами. Найефективніше захищеною є субпопуляція на острові Піпері, оскільки тут мешкає популяція тюленя середземноморського (Monachus monachus), і доступ на острів обмежено.